# Людська помилка (Доктор Хаус)
«Людська помилка» (англ. Human Error)  — двадцять четверта серія третього сезону американського телесеріалу «Доктор Хаус». Прем'єра епізоду проходила на каналі FOX 15 травня 2007. Доктор Хаус і його команда мають врятувати жінку, чоловік якої готовий піти на все заради неї.

## Сюжет
Під час рятувальної операції Естебан втрачає історію хвороби своєї хворої дружини Марини. В Кубі лікарі не змогли поставити їй діагноз, тому подружня пара вирішила поїхати до доктора Хауса. В лікарні Хаус наказує Кемерон зробити МРТ, а Чейзу перевірити чоловіка. У Естебана жар, грибковий висип, кашель і підвищений білірубін, через це Чейз вважає, що у подружжя однакова хвороба. Проте Форман думає, що у Марини розсіяний склероз. Хаус наказує почати лікування інтерфероном. Під час введення препарату Форман ламає руку Марини через те, що у неї рак кісток. Хаус наказує зробити ПЕТ і знайти кістки, які вже піддані згубному впливу раку. Через те що версію раку кісток запропонував Форман, Чейз розізлився і накричав на Хауса. Невдовзі Хаус звільнив Чейза.
Форман, Кемерон, Кадді і Вілсон незадоволені таким рішенням, але Хаус не зважає на них і продовжує вести справу дізнавшись про тромб у руці. Форман пояснює Естебану, що тромб свідчить про проблеми із серцем і просить підписати дозвіл на ангіограму. Під час процедури у Марини трапляється зупинка серця, проте вона все одно при свідомості і може говорити. Жінку мають підключити до апарату штучного дихання, але Хаус забороняє робити це через тромб, який може піти в мозок і остаточно вбити її. Після тьохгодинної ручної реанімації Кадді наказує підключити Марину до апарата. Деякий час Хаус намагається знайти причину її "смерті", але потім Кадді переконує його сказати Естебану, щоб той попрощався.
Хаус відключає Марину від апарата, але її серце починає битися і вона приходить до тями. Всі згодні з тим, що це диво, але не Хаус. Він думає, що у жінки вроджений дефект артерій, через що вони стали чутливі до запалень. Хаус наказує зробити ще одну ангіограму, але в минулий раз саме під час цієї процедури зупинилося серце. Проте він все одно йде на ризик і робить ангіограму. Хаус, Кемерон і Форман помічають, що у Марини три аортальні отвори, хоча їх повинно бути лише два. Пацієнтці роблять операцію.
Форман остаточно звільняється. Кемерон зізнається Чейзу, що кохає його і так само звільняється. Хаус купує собі нову гітару.